# Constitución de Finlandia
La Constitución de Finlandia (en finés: Suomen perustuslaki; en sueco: Finlands grundlag) es la norma suprema de la legislación nacional de Finlandia. Define las bases, estructuras y organización del gobierno, la relación entre los diferentes órganos constitucionales y establece los derechos fundamentales de los ciudadanos finlandeses. La primera constitución del país fue promulgada en 1919, poco después de su independencia y la actual entró en vigor el 1 de marzo de 2000.
La Constitución de 2000, en lo referente a los derechos fundamentales es un texto moderno, que recoge no solo los derechos civiles y políticos más tradicionales como el derecho a la vida, la libertad personal y a la integridad física, la prohibición de la pena de muerte, la tortura y de cualquier tratamiento que viole la dignidad humana, sino también recoge los denominados derechos de última generación, en particular el derecho al medio ambiente, la condición jurídica del extranjero, los derechos de la mujer o de los niños.

## Elaboración de la nueva Constitución
El proyecto de nueva constitución fue presentado por el Gobierno de Finlandia al Parlamento en febrero de 1998, la aprobación definitiva del parlamento se realizó el 11 de junio de 1999 y entró en vigor el 1 de marzo de 2000.

## Estructura
- Capítulo 1 - Bases del ordenamiento estatal (art. 1 a 5)
- Capítulo 2 - Derechos fundamentales  (art. 6 a 23)
- Capítulo 3 - El Parlamento y los Diputados (art. 24 a 32)
- Capítulo 4 - Actividad del Parlamento (art. 33 a 53)
- Capítulo 5 - El Presidente de la República y el Consejo de Estado (art. 54 a 69)
- Capítulo 6 - La elaboración de las leyes (art. 70 a 80)
- Capítulo 7 - Las finanzas del Estado (art. 81 a 92)
- Capítulo 8 - Las relaciones internacionales (art. 93 a 97)
- Capítulo 9 - La Administración de Justicia (art. 98 a 105)
- Capítulo 10 - El control de la legalidad (art. 105 a 118)
- Capítulo 11 - Organización de la administración y autonomía (art. 119 a 126)
- Capítulo 12 - Defensa nacional (art. 127 a 129)
- Capítulo 13 - Disposiciones finales (art. 130 a 131)